# Cofradía de la Sábana Santa
La Cofradía de la Sábana Santa (en inglés Holy Shroud Guild) es una organización fundada en 1951 por el redentorista Adam Otterbein, con el permiso del arzobispo cardenal Francis Spellman, en Esopus, Estado de Nueva York, Estados Unidos. Su objetivo es la promoción de la Sábana Santa de Turín.

## Historia
Otterbein, presidente la Cofradía de la Sábana Santa, recibió en 1970 la visita del capitán John Jackson, quien había leído el libro de John Walsh sobre el Santo Sudario. Walsh era uno de los responsables de la interpretación de fotografías enviadas por satélite desde la Luna y Marte y quería aplicar el mismo procedimiento con los mismos equipos a imágenes de la Sábana Santa.
El experimento sobre una de las placas tomadas por Giuseppe Enrie en 1931 mostraba, según Walsh, información en 3 dimensiones, por una variación de distancia entre la sábana y el cuerpo que produjo la imagen.
El experimento atrajo a algunos científicos, y Jackson y Jumper solicitaron a la Cofradía de la Sábana Santa auspiciar una conferencia científica en Albuquerque, Nuevo México, Estados Unidos, en marzo de 1977.
En septiembre de 1977, la Cofradía de la Sábana Santa llevó a un grupo de investigadores a Turín para proponer una serie de pruebas que fueron finalmente aceptadas en abril de 1978.
El 29 de septiembre de 1978, 32 científicos estadounidenses de diversas especialidades llegaron a Turín y estudiaron el sudario durante más de 96 horas. Esta empresa recibió el nombre de Proyecto de Investigación de la Sábana Santa de Turín (en inglés Shroud of Turin Research Project, a menudo abreviado como STURP). El equipo estaba financiado por la Cofradía de la Sábana Santa.